# Stazione meteorologica di Perarolo di Cadore
La stazione meteorologica di Perarolo di Cadore è la stazione meteorologica di riferimento relativa alla località di Perarolo di Cadore.

## Coordinate geografiche
La stazione meteorologica è situata nell'Italia nord-orientale, nel Veneto, in provincia di Belluno, nel comune di Perarolo di Cadore, a 532 metri s.l.m. e alle coordinate geografiche 46°24′N 12°21′E.

## Dati climatologici
Secondo i dati medi del trentennio 1961-1990, la temperatura media del mese più freddo, gennaio, si attesta a -2,0 °C, mentre quella del mese più caldo, luglio, è di +18,5 °C .
| Perarolo di Cadore | Mesi | Mesi | Mesi | Mesi | Mesi | Mesi | Mesi | Mesi | Mesi | Mesi | Mesi | Mesi | Stagioni | Stagioni | Stagioni | Stagioni | Anno |
| Perarolo di Cadore | Gen  | Feb  | Mar  | Apr  | Mag  | Giu  | Lug  | Ago  | Set  | Ott  | Nov  | Dic  | Inv      | Pri      | Est      | Aut      | Anno |
| ------------------ | ---- | ---- | ---- | ---- | ---- | ---- | ---- | ---- | ---- | ---- | ---- | ---- | -------- | -------- | -------- | -------- | ---- |
| T. max. media (°C) | 1,4  | 5,0  | 9,1  | 13,7 | 18,1 | 21,4 | 24,2 | 23,6 | 20,5 | 15,0 | 7,4  | 2,0  | 2,8      | 13,6     | 23,1     | 14,3     | 13,5 |
| T. min. media (°C) | −5,5 | −4,0 | −0,4 | 3,6  | 7,7  | 11,3 | 12,7 | 12,3 | 9,8  | 4,9  | 1,0  | −3,8 | −4,4     | 3,6      | 12,1     | 5,2      | 4,1  |